# Clastoptera ochrospila
Clastoptera ochrospila är en insektsart som beskrevs av Jacobi 1908. Clastoptera ochrospila ingår i släktet Clastoptera och familjen Clastopteridae. Inga underarter finns listade i Catalogue of Life.